# Europapall

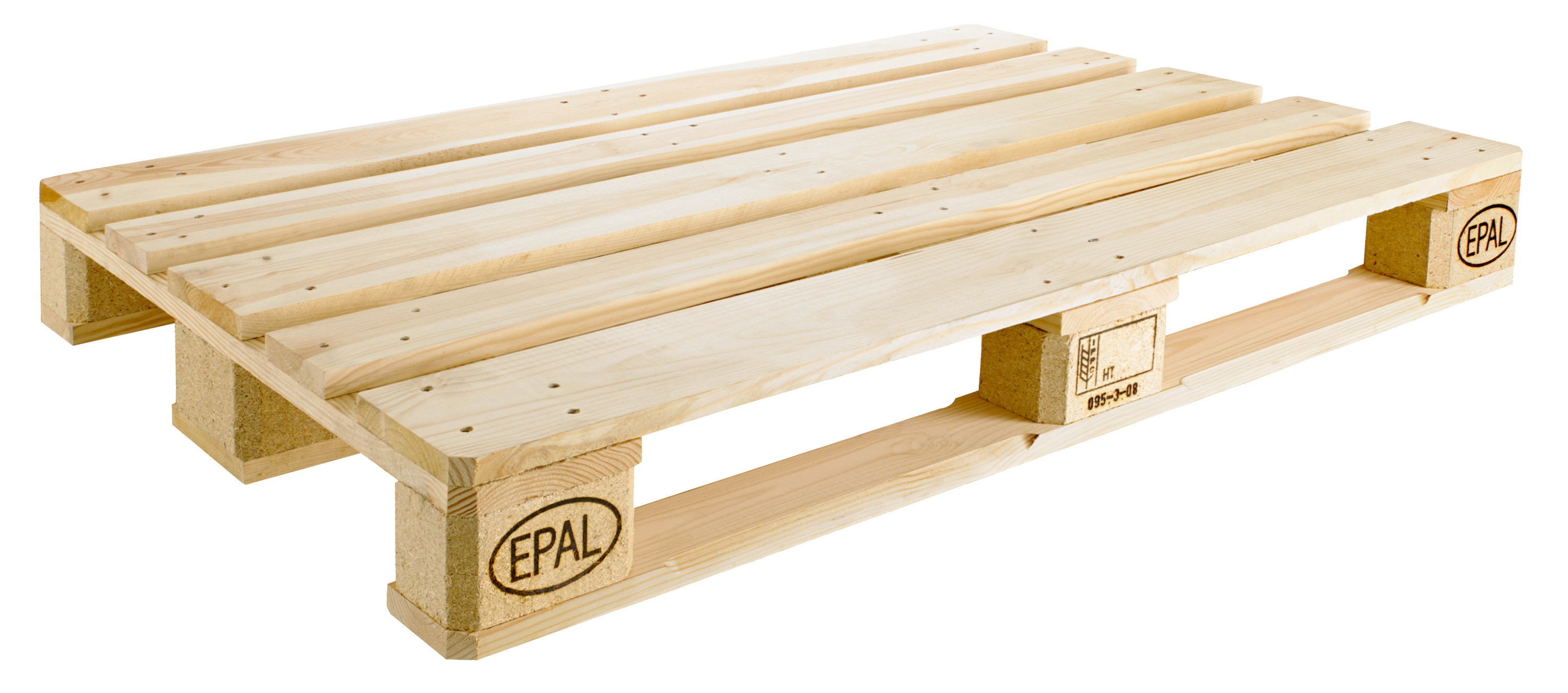
Europapall.

En Europapall (i Sverige även känd som SJ-pall) är en sedan 1961 standardiserad lastpall i trä som ska vara märkt med EUR eller EPAL.
Denna typ av lastpall är framtagen genom samarbete inom UIC och ett flertal europeiska länder, däribland Sverige, som har denna palltyp som standard vid lastningar. Palltypen är från början först och främst avsedd för transporter på järnväg, men även landsvägstransporter med lastbil utgår från denna standard. Håligheten är utformad så att en gaffeltruck kan lyfta den.

## Historia

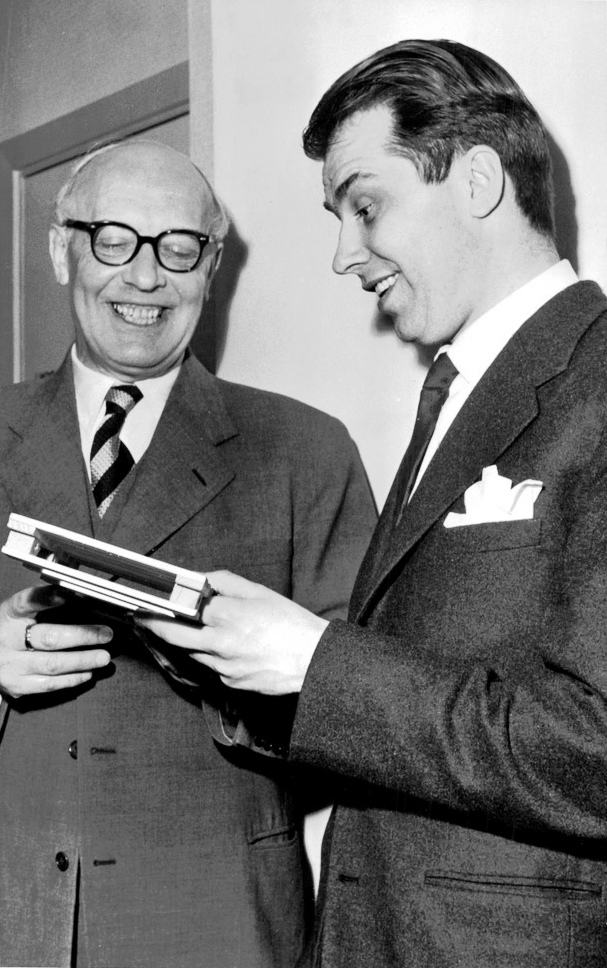
Hilding Törnebohm och Olle Sturén vid Sveriges standardiseringskommission arbetade för att göra den svenska lastpallen till internationell standard.

År 1949 konstruerade BT, Gyllsjö Träindustri och Statens Järnvägar (SJ) den klassiska lastpallen, även kallad SJ-pallen, för effektiva transporter på järnväg. Måttet 800 × 1200 mm standardiserades i hela Europa och kallas europapall, EUR. 1956 introducerades containern av en amerikansk lastbilschaufför som körde tobak och bomull. Containrar kunde lastas mellan lastbil, tåg och båt. Lastpallar och containrar sparade tid och utrymme.

## Dimensioner
|       | Mått    | Tolerans |
| ----- | ------- | -------- |
| Längd | 1200 mm | -0/+3 mm |
| Bredd | 800 mm  | -0/+3 mm |
| Höjd  | 144 mm  | -0/+2 mm |
| Vikt  | ~ 25 kg |          |

Vikten är cirka 22 - 25 kg i torrt tillstånd .
Storleken är vald för att rymmas i en lastbil med bredd 2,5 - 2,6 m, en järnvägsvagn eller ett växelflak. Däremot passar de inte bra i en godscontainer med bredden 2,44 m (8 fot) utvändigt och 2,35 m invändigt, invändig längd 5,90 m. Det ryms endast 11 pallar i 20-fotscontainern, och 24 pallar i 40-fotscontainern.
I USA har man andra storlekar som passar bättre i containrar. De varierar per bransch men en vanlig storlek är 102 cm bredd och 122 cm längd (40 x 48 tum).

## Lastgränser
- Punktlast på 1000 kg.
- Jämnt fördelad last på 1500 kg.

## Märkning

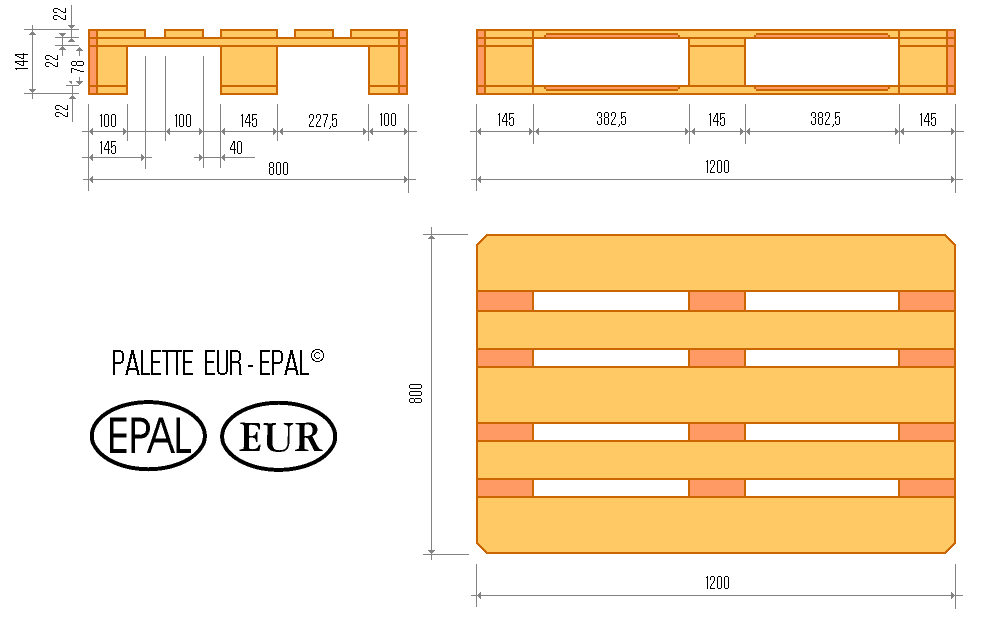
Måttskiss och märkning av en europapall.

- Pallen är märkt på alla 6 sidoklossarna.
- Vänsterklossen är märkt med EPAL (står för European Pallet Association) inom en ellips, eller UIC (står för Union internationale des chemins de fer). Tidigare stod förkortningen för respektive lands nationella järnvägsbolag.
- Mittklossen är märkt med:
  - Tillverkarens ID-nummer.
  - IPPC märkt med HT eller MB för transport inom EU på någon av klossarna, vanligast på långsidans mittenkloss.
  - Tillverkningsdatum.
- Högerklossen är märkt med EUR eller EPAL inom en ellips.